# Pterostemon
Pterostemon — род растений семейства Итеевые (Iteaceae). Это кустарники, распространенные в тропической и субтропической Мексике.
Ранее род выделялся в самостоятельное семейство Pterostemonaceae Small или его относили к семейству Крыжовниковые (Grossulariaceae).

## Виды
В роде Pterostemon выделяют 3 вида:
- Pterostemon bravoanus J.Jiménez Ram. & Mart.Gord.
- Pterostemon mexicanus Schauer
- Pterostemon rotundifolius Ramírez